# L’Été indien
«L’Été indien» («Бабье лето») — песня французского певца Джо Дассена.
Вышла как сингл в конце весны 1975 года и стала одним из самых больших хитов того лета и всего 1975 года. Она продалась в 900 000 экземплярах во Франции и почти в 2 миллионах экземплярах во всём мире.
Песня была переведена на многие языки мира. Сам Джо Дассен записал версии на испанском («Aun vivo para el amor»), итальянском («L’Estate di San Martino»), английском («Indian Summer»), немецком («September Wind») языках. Русскоязычную версию песни исполнял Валерий Ободзинский («Где же ты?», автор русского текста — Онегин Гаджикасимов). Также существует запись инструментальной версии песни в исполнении оркестра Поля Мориа.

## История создания
В оригинале песня называлась «Африка» и рассказывала историю чёрного американца, который возвращается к своим африканским корням. Исполнялась она итальянской группой Albatros на английском языке. Написан оригинал был Тото Кутуньо (который в группе Albatros был вокалистом), Вито Паллавичини, Паскуале Лозито и Сэмом Уордом.

## Чарты
| Чарт (1975)                     | Наив. поз. |
| ------------------------------- | ---------- |
| ФРГ (GfK)                       | 47         |
| Бельгия/Фландрия (Ultratop 50)  | 4          |
| Франция (IFOP)                  | 1          |
| Нидерланды (Dutch Top 40)       | 22         |
| Нидерланды (Single Top 100)     | 12         |
| Швейцария (Schweizer Hitparade) | 5          |

| Чарт (1989)    | Наив. поз. |
| -------------- | ---------- |
| Франция (SNEP) | 35         |

| Чарт (2009)                                | Наив. поз. |
| ------------------------------------------ | ---------- |
| Бельгия (Back Catalogue Singles, Фландрия) | 11         |
| Бельгия (Back Catalogue Singles, Валлония) | 7          |